# DDR-Leichtathletik-Meisterschaften 1983
Die DDR-Leichtathletik-Meisterschaften wurden 1983 zum 34. Mal ausgetragen und fanden vom 16. bis 18. Juni im Ernst-Thälmann-Stadion von Karl-Marx-Stadt statt.
Bei den Männern gelang es fünf Athleten (Wagenknecht (800 m), Munkelt (110 m Hürden), Beyer (Kugel), Steuk (Hammer) und Michel (Speer)) ihren Titel aus dem Vorjahr zu verteidigen, was auch bei den Frauen (Göhr (100 m), Koch (200 m), Jahn (100 m Hürfen), Fiedler (400 m Hürden) sowie Slupianek (Kugel) und der Staffel vom SC Motor Jena (4 × 100 m)) gelang.
Die Ehrenpreise des Generalsekretärs des ZK der SED und Vorsitzenden des Staatsrates der DDR, Erich Honecker, nahmen für die bedeutendsten Leistungen der Meisterschaften bei den Frauen Marita Koch für ihren 200-Meter-Lauf und Thomas Schönlebe für seinen 400-Meter-Lauf bei den Männern entgegen.
Wie üblich wurden aus zeitlichen oder organisatorischen Gründen verschiedene Wettbewerbe aus dem Programm der in Karl-Marx-Stadt stattfindenden Hauptveranstaltung ausgelagert und an andere Orte zu anderen Terminen vergeben. In diesem Jahr waren dies der 3000-Meter-Lauf bei den Frauen, der 10.000-Meter-Lauf bei den Männern, die Marathonläufe, das 50-km-Gehen, der Siebenkampf (Frauen) sowie der Zehnkampf (Männer) und wie jedes Jahr die Crossläufe.
Werner Schildhauer über 10.000 Meter sowie die beiden Mehrkämpfer Anke Vater und Torsten Voss verteidigten ihre Titel aus dem Vorjahr erfolgreich. Dabei unterbot wie schon vor einem Jahr der Hallenser Schildhauer seinen eigenen DDR-Rekord. Auch der Potsdamer Ronald Weigel verbesserte seine eigene DDR-Bestleistung im 50-km-Gehen und die Berlinerin Sibylle Thiele stellte im Siebenkampf mit 6301 Punkte eine neue Junioren-Weltbestleistung auf.
Die Cottbuser Langstreckenläuferin Gabriele Meinel wurde mit insgesamt drei Goldmedaillen die erfolgreichste Athletin bei den Meisterschaften. Zu zwei Meisterehren kam bei den Männern Werner Schildhauer. Mit insgesamt 5 Gold-, 1 Silber- und 1 Bronzemedaillen war der SC Neubrandenburg die erfolgreichste Mannschaft der Meisterschaften.

## Hauptveranstaltung

### Männer
| Disziplin        | Gold                                                                      | Gold         | Silber                                                                        | Silber       | Bronze                                                                         | Bronze       |
| 0100 m           | Thomas Schröder SC Neubrandenburg                                         | 10,25 s      | Steffen Bringmann SC DHfK Leipzig                                             | 10,31 s      | Jens Hübler SC Dynamo Berlin                                                   | 10,35 s      |
| 0200 m           | Olaf Prenzler SC Magdeburg                                                | 20,61 s      | Steffen Bringmann SC DHfK Leipzig                                             | 20,80 s      | Bernhard Hoff SC Chemie Halle                                                  | 20,88 s      |
| 0400 m           | Thomas Schönlebe SC Karl-Marx-Stadt                                       | 45,50 s      | Andreas Knebel SC Magdeburg                                                   | 45,53 s      | Klaus Thiele ASK Vorwärts Potsdam                                              | 46,06 s      |
| 0800 m           | Detlef Wagenknecht SC Dynamo Berlin                                       | 1:47,97 min  | Andreas Hauck ASK Vorwärts Potsdam                                            | 1:48,03 min  | Hans-Joachim Mogalle SC Chemie Halle                                           | 1:48,51 min  |
| 1500 m           | Andreas Busse SC Einheit Dresden                                          | 3:37,38 min  | Olaf Beyer ASK Vorwärts Potsdam                                               | 3:38,71 min  | Maik Dreißigacker SC Dynamo Berlin                                             | 3:39,05 min  |
| 5000 m           | Hansjörg Kunze SC Empor Rostock                                           | 13:36,99 min | Frank Heine ASK Vorwärts Potsdam                                              | 13:45,04 min | Rainer Wachenbrunner SC Dynamo Berlin                                          | 13:49,98 min |
| 110 m Hürden     | Thomas Munkelt SC DHfK Leipzig                                            | 13,48 s      | Andreas Oschkenat SC Dynamo Berlin                                            | 13,50 s      | Andreas Schlißke SC Karl-Marx-Stadt                                            | 13,60 s      |
| 400 m Hürden     | Volker Beck SC Turbine Erfurt                                             | 49,39 s      | Manfred Konow SC Traktor Schwerin                                             | 50,31 s      | Thomas Große SC Turbine Erfurt                                                 | 50,53 s      |
| 3000 m Hindernis | Hagen Melzer SC Einheit Dresden                                           | 8:25,29 min  | Norbert Brötzmann SC Magdeburg                                                | 8:39,61 min  | Rainer Wachenbrunner SC Dynamo Berlin                                          | 8:40,83 min  |
| 4 × 100 m        | ASK Vorwärts Potsdam Ulf Ursinus Mike Littfin Guido Lieske Frank Möller   | 40,58 s      | SC Dynamo Berlin Uwe Grunert Roland Wolf Frank Hollender Rolf Herrmann        | 41,16 s      | SC Traktor Schwerin Karsten Weller Torsten Heimrath Olaf Krause Ulf Rosenkranz | 41,19 s      |
| 4 × 400 m        | SC Neubrandenburg Andreas Kaliebe Mario Monien Ulf Gladrow Eckhard Trylus | 3:09,18 min  | ASK Vorwärts Potsdam Detlef Schäfer Frank Möller Andreas Hauck Frank Schaffer | 3:09,76 min  | SC DHfK Leipzig Andreas Neuber Andreas Stolle Maik Weinhold Steffen Schwabe    | 3:12,31 min  |
| 20-km-Gehen      | Ralf Kowalsky TSC Berlin                                                  | 1:21:52,0 h  | Werner Heyer SC Dynamo Berlin                                                 | 1:22:17,0 h  | Dietmar Meisch TSC Berlin                                                      | 1:22:38,0 h  |
| Hochsprung       | Andreas Sam SC Karl-Marx-Stadt                                            | 2,24 m       | Carsten Siebert SC Cottbus                                                    | 2,18 m       | Uwe-Jens Austel SC Dynamo Berlin Mathias Grebenstein SC Motor Jena             | 2,15 m       |
| Stabhochsprung   | Olaf Kasten SC DHfK Leipzig                                               | 5,30 m       | Steffen Giebe SC Einheit Dresden                                              | 5,20 m       | Andreas Kramß SC Dynamo Berlin                                                 | 5,00 m       |
| Weitsprung       | Frank Nowack TSC Berlin                                                   | 7,86 m       | Andre Reichelt SC Einheit Dresden                                             | 7,82 m       | Mathias Koch SC Magdeburg                                                      | 7,79 m       |
| Dreisprung       | Axel Groß SC Empor Rostock                                                | 16,84 m      | Bodo Behmer SC Neubrandenburg                                                 | 16,12 m      | Dirk Gamlin SC Traktor Schwerin                                                | 15,92 m      |
| Kugelstoßen      | Udo Beyer ASK Vorwärts Potsdam                                            | 21,44 m      | Ulf Timmermann TSC Berlin                                                     | 21,08 m      | Detlef Last SC Motor Jena                                                      | 19,90 m      |
| Diskuswurf       | Jürgen Schult SC Traktor Schwerin                                         | 66,34 m      | Hilmar Hoßfeld SC Turbine Erfurt                                              | 64,54 m      | Wolfgang Warnemünde SC Empor Rostock                                           | 63,80 m      |
| Hammerwurf       | Roland Steuk TSC Berlin                                                   | 78,22 m      | Ralf Haber SC Karl-Marx-Stadt                                                 | 77,00 m      | Detlef Gerstenberg SC Dynamo Berlin                                            | 74,92 m      |
| Speerwurf        | Detlef Michel TSC Berlin                                                  | 88,12 m      | Gerald Weiß SC Traktor Schwerin                                               | 86,02 m      | Karl Heller SC Dynamo Berlin                                                   | 79,22 m      |

### Frauen

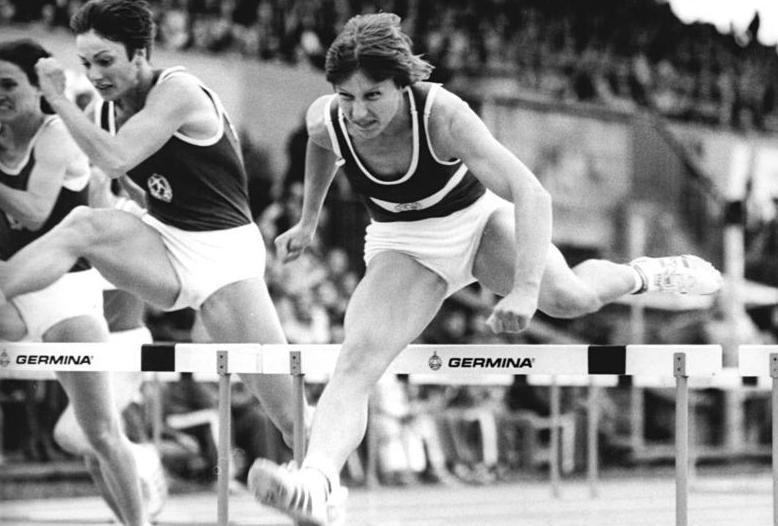
Bettine Jahn (re.) verteidigte vor heimischen Publikum ihren Titel über 100 m Hürden vor Kerstin Knabe (li.).

| Disziplin    | Gold                                                                            | Gold        | Silber                                                                                     | Silber      | Bronze                                                                  | Bronze      |
| 0100 m       | Marlies Göhr SC Motor Jena                                                      | 10,90 s     | Marita Koch SC Empor Rostock                                                               | 10,99 s     | Silke Gladisch SC Empor Rostock                                         | 11,14 s     |
| 0200 m       | Marita Koch SC Empor Rostock                                                    | 21,82 s     | Bärbel Wöckel SC Motor Jena                                                                | 22,42 s     | Silke Gladisch SC Empor Rostock                                         | 22,72 s     |
| 0400 m       | Sabine Busch SC Turbine Erfurt                                                  | 50,26 s     | Kerstin Walther SC DHfK Leipzig                                                            | 51,35 s     | Dagmar Rübsam SC Turbine Erfurt                                         | 51,51 s     |
| 0800 m       | Christine Wachtel SC Neubrandenburg                                             | 1:59,89 min | Antje Schröder SC Chemie Halle                                                             | 2:00,73 min | Dürten Behrendt SC Neubrandenburg                                       | 2:01,37 min |
| 1500 m       | Christiane Wartenberg SC Chemie Halle                                           | 4:04,41 min | Astrid Pfeiffer SC Dynamo Berlin                                                           | 4:05,74 min | Ulrike Bruns ASK Vorwärts Potsdam                                       | 4:07,28 min |
| 100 m Hürden | Bettine Jahn SC Karl-Marx-Stadt                                                 | 12,58 s     | Kerstin Knabe SC DHfK Leipzig                                                              | 12,75 s     | Cornelia Riefstahl SC Dynamo Berlin                                     | 12,81 s     |
| 400 m Hürden | Ellen Fiedler SC Dynamo Berlin                                                  | 54,52 s     | Petra Pfaff SC Cottbus                                                                     | 55,52 s     | Petra Krug SC Einheit Dresden                                           | 56,09 s     |
| 4 × 100 m    | SC Motor Jena I Ines Schmidt Bärbel Wöckel Ingrid Auerswald Marlies Göhr        | 43,22 s     | SC DHfK Leipzig Juniorinnen Kerstin Behrendt Simone Schumann Kerstin Jahn Kristin Patzwahl | 45,88 s     | SC Motor Jena II Birgit Jäger Ina Püschel Jaqueline Beck Stefanie Jacob | 46,54 s     |
| 4 × 400 m    | SC Neubrandenburg Christine Wachtel Katrin Schulz Dürten Behrendt Ramona Frehse | 3:32,99 min | SC Magdeburg Werz Petra Masurat Sylvia Kirchner Undine Bremer                              | 3:36,93 min | –                                                                       | –           |
| Hochsprung   | Susanne Helm SC Dynamo Berlin                                                   | 1,91 m      | Heike Grabe SC Magdeburg                                                                   | 1,88 m      | Gabriele Niebling SC Turbine Erfurt                                     | 1,85 m      |
| Weitsprung   | Heike Daute SC Motor Jena                                                       | 7,01 m      | Christine Schima SC Chemie Halle                                                           | 6,74 m      | Helga Radtke SC Empor Rostock                                           | 6,63 m      |
| Kugelstoßen  | Ilona Slupianek SC Dynamo Berlin                                                | 21,54 m     | Liane Schmuhl TSC Berlin                                                                   | 20,44 m     | Helma Knorscheidt SC Chemie Halle                                       | 19,91 m     |
| Diskuswurf   | Gisela Beyer ASK Vorwärts Potsdam                                               | 69,02 m     | Martina Opitz SC DHfK Leipzig                                                              | 69,00 m     | Petra Sziegaud SC Dynamo Berlin                                         | 63,20 m     |
| Speerwurf    | Antje Kempe SC Motor Jena                                                       | 68,42 m     | Petra Felke SC Motor Jena                                                                  | 67,50 m     | Ute Hommola SC Karl-Marx-Stadt                                          | 64,92 m     |

## Ausgelagerte Wettbewerbe

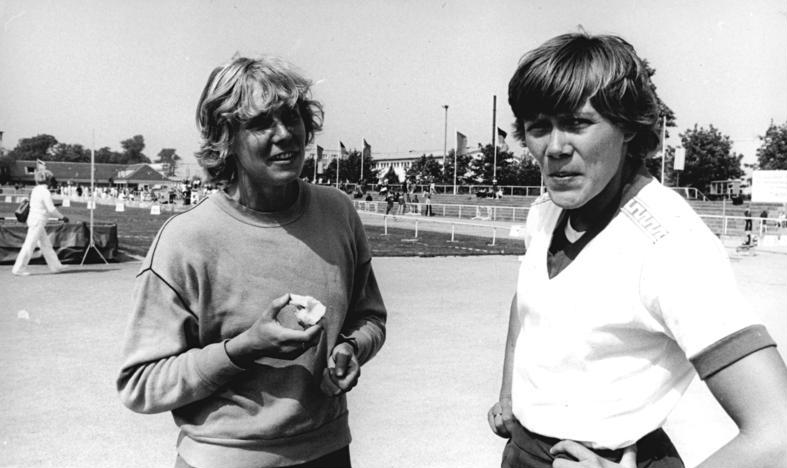
Ihren Titel aus dem Vorjahr verteidigte Anke Vater (li.) im Siebenkampf vor Sabine Möbius (re.).

Wie üblich wurden aus zeitlichen oder organisatorischen Gründen verschiedene Wettbewerbe nicht im Rahmen der in Karl-Marx-Stadt stattfindenden Hauptveranstaltung ausgetragen. Erstmals mit auf dem Programm standen bei den Frauen der Marathonlauf.
Terminkalender der ausgelagerten Wettbewerbe in chronologischer Reihenfolge:
- Crosslauf: Bad Wilsnack, 13. März
- 50-km-Gehen: Naumburg (Saale), 1. Mai
- Mehrkämpfe: im Jahnstadion von Neubrandenburg, 21. bis 22. Mai – Männer: Zehnkampf / Frauen Siebenkampf
- 3000-Meter-Lauf der Frauen und 10.000-Meter-Lauf der Männer: im Rahmen des Leichtathletik-Sportfestes im Ernst-Abbe-Sportfeld von Jena, 28. Mai
- Marathonlauf: Eisenhüttenstadt, 3. September

### Männer
| Disziplin                      | Gold                               | Gold         | Silber                                        | Silber       | Bronze                            | Bronze       |
| 10.000 m                       | Werner Schildhauer SC Chemie Halle | 27:24,95 min | Hansjörg Kunze SC Empor Rostock               | 27:30,69 min | Axel Krippschock SC Dynamo Berlin | 28:21,48 min |
| Marathon                       | Stefan Seidemann BSG Motor Teltow  | 2:21:43,8 h  | Roland Franke SC Chemie Halle                 | 2:24:03,9 h  | Matthias Böckler SC Chemie Halle  | 2:24:14,6 h  |
| 50-km-Gehen                    | Ronald Weigel ASK Vorwärts Potsdam | 3:41:31,0 h  | Hartwig Gauder SC Turbine Erfurt              | 3:43:23,0 h  | Dietmar Meisch TSC Berlin         | 3:46:12,0 h  |
| Zehnkampf                      | Torsten Voss SC Traktor Schwerin   | 8337 Punkte  | Jörg-Peter Schäperkötter ASK Vorwärts Potsdam | 8265 Punkte  | Steffen Grummt SC Motor Jena      | 8231 Punkte  |
| Crosslauf Mittelstrecke – 4 km | Lutz Zauber SC Dynamo Berlin       | 12:22,1 min  | Andreas Garack BSG Tiefbau Cottbus            | 12:27,5 min  | Lutz Born SC Magdeburg            | 12:28,7 min  |
| Crosslauf Langstrecke – 12 km  | Werner Schildhauer SC Chemie Halle | 35:22,8 min  | Frank Heine ASK Vorwärts Potsdam              | 35:33,6 min  | Axel Krippschock SC Dynamo Berlin | 35:48,2 min  |

### Frauen
| Disziplin      | Gold                                   | Gold        | Silber                                | Silber      | Bronze                          | Bronze      |
| 3000 m         | Gabriele Meinel BSG Lokomotive Cottbus | 9:06,87 min | Jeanette Hain SC Dynamo Berlin        | 9:07,77 min | Katrin Dörre SC DHfK Leipzig    | 9:12,98 min |
| Marathon       | Gabriele Meinel SC Cottbus             | 2:41:29,9 h | Gabriele Schmidt ASK Vorwärts Potsdam | 3:09:41,9 h | Beate Lutz HSG DHfK Leipzig     | 3:12:47,5 h |
| Siebenkampf    | Anke Vater SC Neubrandenburg           | 6515 Punkte | Sabine Paetz SC DHfK Leipzig          | 6381 Punkte | Sibylle Thiele SC Dynamo Berlin | 6301 Punkte |
| Crosslauf 2 km | Gabriele Meinel BSG Lokomotive Cottbus | 6:33,8 min  | Annette Fincke SC Magdeburg           | 6:54,3 min  | Katrin Dörre SC DHfK Leipzig    | 7:00,3 min  |

## Medaillenspiegel

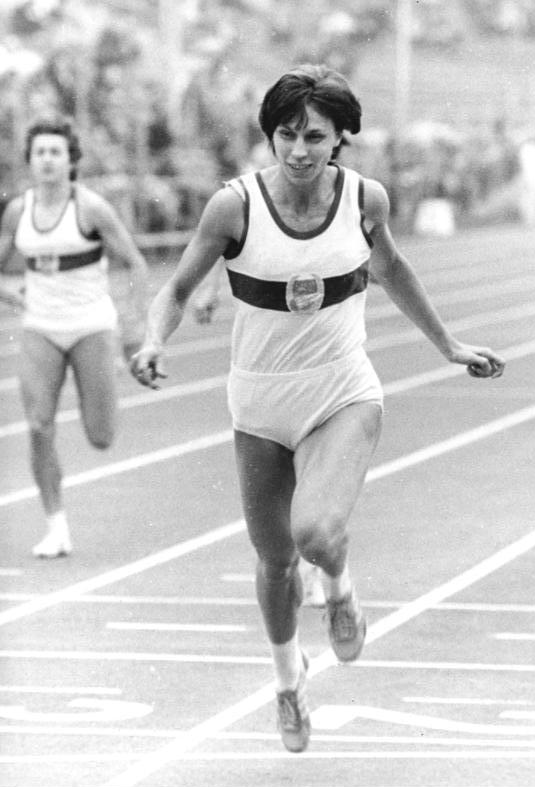
Marita Koch verteidigte in ausgezeichneten 21,82 s ihren Titel über 200 Meter. Im Hintergrund die Drittplatzierte Silke Gladisch.

Der Medaillenspiegel umfasst die Medaillengewinner und -gewinnerinnen aller Wettbewerbe.
| Platz | Verein                          | Verein                 | Gold | Silber | Bronze | Gesamt |
| 01    | Logo vom SC Neubrandenburg      | SC Neubrandenburg      | 5    | 1      | 1      | 7      |
| 02    | Logo vom ASK Vorwärts Potsdam   | ASK Vorwärts Potsdam   | 4    | 7      | 2      | 130    |
| 03    | Logo vom SC Dynamo Berlin       | SC Dynamo Berlin       | 5    | 5      | 130    | 230    |
| 04    | Logo vom SC Motor Jena          | SC Motor Jena          | 4    | 2      | 4      | 100    |
| 05    | Logo vom TSC Berlin             | TSC Berlin             | 4    | 2      | 2      | 8      |
| 06    | Logo vom SC Chemie Halle        | SC Chemie Halle        | 3    | 3      | 4      | 100    |
| 07    | Logo vom SC Empor Rostock       | SC Empor Rostock       | 3    | 2      | 4      | 9      |
| 08    | Logo vom SC Karl-Marx-Stadt     | SC Karl-Marx-Stadt     | 3    | 1      | 2      | 6      |
| 09    |                                 | SC DHfK Leipzig        | 2    | 7      | 3      | 120    |
| 10    | Logo vom SC Turbine Erfurt      | SC Turbine Erfurt      | 2    | 2      | 3      | 7      |
| 11    | Logo vom SC Traktor Schwerin    | SC Traktor Schwerin    | 2    | 2      | 2      | 6      |
| 12    | Logo vom SC Einheit Dresden     | SC Einheit Dresden     | 2    | 2      | 1      | 5      |
| 13    | Logo der BSG Lokomotive Cottbus | BSG Lokomotive Cottbus | 2    | –      | –      | 2      |
| 14    | Logo vom SC Magdeburg           | SC Magdeburg           | 1    | 5      | 2      | 8      |
| 15    | Logo vom SC Cottbus             | SC Cottbus             | 1    | 2      | –      | 3      |
| 16    | Logo der BSG Motor Teltow       | BSG Motor Teltow       | 1    | –      | –      | 1      |
| 17    | kein Logo vorhanden             | BSG Tiefbau Cottbus    | –    | 1      | –      | 1      |
| 18    | Logo der HSG DHfK Leipzig       | HSG DHfK Leipzig       | –    | –      | 1      | 1      |
|       | Total                           | Total                  | 44   | 44     | 44     | 132    |

## Randnotizen
Traditionell wurden im Rahmen der Meisterschaften erfolgreiche Athleten vergangener Jahre feierlich aus der Nationalmannschaft verabschiedet. Unter den 28 Frauen und Männern, die ihre Laufbahn beendeten, befanden sich Angela Voigt, Barbara Broschat und Rolf Beilschmidt.